# Jaroslav Boček (politik)
Jaroslav Boček (* 27. dubna 1934 Vítovice) byl český a československý lesní inženýr a politik KSČ, za normalizace ministr lesního a vodního hospodářství České socialistické republiky.

## Biografie
Pocházel z dělnické rodiny. Maturoval na gymnáziu a pak vystudoval lesnickou fakultu Vysoké školy zemědělské v Brně. Následujících devatenáct let působil na různých pozicích v lesním hospodářství. Pracoval jako technik pro Lesní závod Rájec nad Svitavou, technik a provozní inspektor v Lesním závodu Pozořice nebo ředitelem závodu a vedoucím útvaru podnikového ředitelství Jihomoravských státních lesů Brno. V období let 1976-1981 byl ředitelem odboru českého ministerstva lesního a vodního hospodářství. V roce 1981 se stal ředitelem Jihomoravských státních lesů v Brně. Angažoval se na různých úrovních v KSČ, v níž zastával funkci člena zemědělské komise Okresního výboru KSČ a kandidáta Okresního výboru KSČ. K roku 1988 se uvádí jako člen Krajského výboru KSČ pro Jihomoravský kraj, kde zasedal v zemědělské komisi. Udržel si i kontakt s akademickou sférou, byl členem vědecké rady školy zemědělské v Brně. Bylo mu uděleno Vyznamenání Za vynikající práci.
V říjnu 1988 byl jmenován členem české vlády Františka Pitry a Petra Pitharta jako ministr lesního a vodního hospodářství. Vládní funkci si udržel do konce funkčního období vlády, tedy do června 1990.